# Wayne Cooper
Wayne Cooper (* 9. Juni 1978) ist ein englischer Snookerspieler aus Bradford. In 2 Spielzeiten war er in den 2000ern als Profi auf der Snooker Main Tour aktiv.

## Karriere
Wayne Cooper war in jungen Jahren schon ein erfolgreicher Spieler in England und erreichte 1998 bei der englischen Meisterschaft das Viertelfinale (bzw. das Halbfinale der Südgruppe). Er wollte auch Snookerprofi werden, das Feld der Profis war aber gerade begrenzt und für die Amateure die UK Tour als Qualifikationsserie eingeführt worden. Das erste Turnier hatte über 400 Teilnehmer und obwohl er dort bis in die 9. Runde kam, hatte er es da noch nicht einmal unter die Letzten 128 geschafft. Auf der Challenge Tour 2000/01, der mittlerweile umbenannten, ehemaligen UK Tour, versuchte er ein zweites Mal sein Glück. Im letzten Turnier erreichte er das Halbfinale, wo er gegen den Toursieger Shaun Murphy verlor. In der Saison 2001/02 durfte er an den Profiturnieren teilnehmen und schon beim LG Cup gelang ihm über Wayne Brown sein erster Profisieg. Vier weitere Male gewann er seine Auftaktmatches, davon zweimal gegen den Schotten Martin Dziewialtowski, da er aber nie über die zweite Runde hinauskam, verlor er nach einem Jahr seinen Profistatus wieder.
In den folgenden Jahren war er als Amateur aktiv und hatte 2004 sein erfolgreichstes Jahr, als der das Finale der englischen Meisterschaft erreichte, wo er David Lilley mit 6:8 unterlag. Außerdem erreichte er auch bei einem Pro-Am-Turnier (Turnier mit Profis und Amateuren) in Prestatyn das Finale und verlor dort 3:5 gegen den Profi Stuart Bingham. Bei der nationalen Meisterschaft erreichte er danach noch zweimal das Halbfinale. 2007/08 war er über die ganze Saison als Amateur so erfolgreich, dass er die Nummer 1 des englischen Verbands war und dafür die Wildcard des EASB für die folgende Profisaison bekam.
In die Saison 2008/09 startete er mit einem 5:1-Sieg über Lewis Roberts. Danach reihten sich aber die Niederlagen aneinander und erst bei den Welsh Open in der zweiten Saisonhälfte gewann er wieder ein Match. Auch der Auftaktsieg bei der abschließenden Weltmeisterschaft mit 10:9 gegen Scott MacKenzie konnte seinen zweiten Abschied von der Main Tour als 90. von 96 Spielern nicht abwenden.
Cooper war vor allem auch auf regionaler Ebene erfolgreich, er ist Rekordtitelträger mit 10 Titeln bei der Meisterschaft seiner Heimatstadt Bradford, viermal gewann er im County  Yorkshire, dazu kommen mehrere Ligatitel mit der Mannschaft. Mehr als 20 Jahre spielte er im lokalen Verein, bevor er 2017 mit 39 Jahren aus beruflichen und persönlichen Gründen seine Karriere beendete.